# Tirančki
Tirančki (znanstveno ime Tyrannidae) so družina ptic iz reda pevcev, razširjena po Amerikah. S skoraj 450 vrstami v 104 rodovih so največja znana družina ptic in ena od treh glavnih vej pevcev v tropskih predelih Amerik. Ime so dobili po tipski vrsti, kraljevemu tirančku (Tyrannus tyrannus). Tega je prvi opisal britanski prirodoslovec Mark Catesby kot izjemno pogumnega ptiča, ki napada tudi mnogo večje ptice, če mu pridejo blizu. Oklical ga je za »tirana«, to poimenovanje pa je nato prevzel tudi Carl Linnaeus za formalno znanstveno poimenovanje vrste.

## Opis
Večinoma so to majhni do srednje veliki ptiči z nevpadljivo operjenostjo, v kateri prevladujejo rjavi, zeleni in rumeni odtenki. Samci in samice so si podobni. Imajo čokat trup, ki ga v mirovanju držijo kvišku, z veliko glavo, srednje dolgimi perutmi, srednje dolgim do dolgim repom in razmeroma kratkimi nogami. Kljun je koničast in dokaj širok, z navzdol zakrivljeno konico.
Prehranjujejo se večinoma z žuželkami in drugimi manjšimi nevretenčarji, praktično vsi pa občasno jedo tudi rastlinske sadeže. Bolj odvisni od plena so zlasti med gnezditvijo. Večinoma so monogamni in za zarod skrbita oba starša, pri čemer pa obstajajo tudi izjeme.

## Sistematika
Ime družine izhaja iz zgodnjega opisa kraljevega tirančka, ki ga je v 30. letih 18. stoletja naravoslovec Mark Catesby poimenoval »tiran«. To poimenovanje je kasneje prevzel Carl Linnaeus  za celotno družino Tyrannidae, saj je zelo cenil Catesbyjevo delo.
Družina vključuje 447 vrst, razdeljenih v 104 rodove. Vrste iz rodov Tityra, Pachyramphus, Laniocera in Xenopsaris  so bile nekoč uvrščene v to družino, vendar raziskave kažejo, da sodijo v samostojno družino Tityridae, kamor jih danes uvršča Južnoameriški odbor za klasifikacijo (SACC).
| Slika | Rod                                                       | Vrste |
| ----- | --------------------------------------------------------- | --- |
|       | Piprites Cabanis, 1847                                    | - Piprites chloris - Piprites griseiceps - Piprites pileata |
|       | Phyllomyias Cabanis & Heine, 1859                         | - Phyllomyias fasciatus - Phyllomyias weedeni - Phyllomyias virescens - Phyllomyias reiseri - Phyllomyias urichi - Phyllomyias sclateri - Phyllomyias griseocapilla - Phyllomyias griseiceps - Phyllomyias plumbeiceps |
|       | Acrochordopus Berlepsch & Hellmayr, 1905                  | - Acrochordopus burmeisteri - Acrochordopus zeledoni |
|       | Tyranniscus Cabanis & Heine, 1860                         | - Tyranniscus nigrocapillus - Tyranniscus cinereiceps - Tyranniscus uropygialis |
|       | Tyrannulus Vieillot, 1816                                 | - Tyrannulus elatus |
|       | Myiopagis Salvin & Godman, 1888                           | - Myiopagis caniceps - Myiopagis parambae - Myiopagis cinerea - Myiopagis cotta - Myiopagis flavivertex - Myiopagis gaimardii - Myiopagis olallai - Myiopagis subplacens - Myiopagis viridicata |
|       | Elaenia Sundevall, 1836                                   | - Elaenia flavogaster - Elaenia martinica - Elaenia spectabilis - Elaenia ridleyana - Elaenia albiceps - Elaenia chilensis - Elaenia parvirostris - Elaenia mesoleuca - Elaenia strepera - Elaenia gigas - Elaenia pelzelni - Elaenia cristata - Elaenia chiriquensis - Elaenia brachyptera - Elaenia ruficeps - Elaenia frantzii - Elaenia obscura - Elaenia sordida - Elaenia dayi - Elaenia pallatangae - Elaenia olivina - Elaenia fallax |
|       | Ornithion Hartlaub, 1853                                  | - Ornithion brunneicapillus - Ornithion inerme - Ornithion semiflavum |
|       | Camptostoma P.L. Sclater, 1857                            | - Camptostoma imberbe - Camptostoma obsoletum |
|       | Suiriri d'Orbigny, 1840                                   | - Suiriri suiriri |
|       | Mecocerculus P.L. Sclater, 1862                           | - Mecocerculus leucophrys - Mecocerculus poecilocercus - Mecocerculus hellmayri - Mecocerculus calopterus - Mecocerculus minor - Mecocerculus stictopterus |
|       | Anairetes Reichenbach, 1850                               | - Anairetes alpinus - Anairetes nigrocristatus - Anairetes reguloides - Anairetes flavirostris - Anairetes fernandezianus - Anairetes parulus |
|       | Uromyias Hellmayr, 1927                                   | - Uromyias agilis - Uromyias agraphia' |
|       | Serpophaga Gould, 1839                                    | - Serpophaga cinerea - Serpophaga hypoleuca - Serpophaga nigricans - Serpophaga subcristata - Serpophaga griseicapilla |
|       | Nesotriccus Townsend, CH, 1895                            | - Nesotriccus murinus - Nesotriccus ridgwayi - Nesotriccus tumbezanus - Nesotriccus maranonicus |
|       | Capsiempis Cabanis & Heine, 1859                          | - Capsiempis flaveola |
|       | Polystictus Reichenbach, 1850                             | - Polystictus pectoralis - Polystictus superciliaris |
|       | Pseudocolopteryx Lillo, 1905                              | - Pseudocolopteryx sclateri - Pseudocolopteryx acutipennis - Pseudocolopteryx dinelliana - Pseudocolopteryx flaviventris - Pseudocolopteryx citreola |
|       | Pseudotriccus Taczanowski & Berlepsch, 1885               | - Pseudotriccus pelzelni - Pseudotriccus ruficeps - Pseudotriccus simplex |
|       | Corythopis Sundevall, 1836                                | - Corythopis torquatus - Corythopis delalandi |
|       | Euscarthmus Wied-Neuwied, 1831                            | - Euscarthmus meloryphus - Euscarthmus fulviceps - Euscarthmus rufomarginatus |
|       | Pseudelaenia W. Lanyon, 1988                              | - Pseudelaenia leucospodia |
|       | Stigmatura Sclater & Salvin, 1866                         | - Stigmatura napensis - Stigmatura bahiae - Stigmatura budytoides - Stigmatura (budytoides) gracilis |
|       | Zimmerius Traylor, 1977                                   | - Zimmerius vilissimus - Zimmerius parvus - Zimmerius improbus - Zimmerius petersi - Zimmerius bolivianus - Zimmerius cinereicapilla - Zimmerius villarejoi - Zimmerius chicomendesi - Zimmerius gracilipes - Zimmerius acer - Zimmerius chrysops - Zimmerius minimus - Zimmerius albigularis - Zimmerius flavidifrons - Zimmerius viridiflavus |
|       | Pogonotriccus Cabanis & Heine, 1859                       | - Pogonotriccus poecilotis - Pogonotriccus chapmani - Pogonotriccus ophthalmicus - Pogonotriccus orbitalis - Pogonotriccus venezuelanus - Pogonotriccus lanyoni - Pogonotriccus eximius - Pogonotriccus paulista - Pogonotriccus difficilis |
|       | Phylloscartes Cabanis & Heine, 1859                       | - Phylloscartes ventralis - Phylloscartes ceciliae - Phylloscartes kronei - Phylloscartes beckeri - Phylloscartes flavovirens - Phylloscartes virescens - Phylloscartes gualaquizae - Phylloscartes nigrifrons - Phylloscartes superciliaris - Phylloscartes flaviventris - Phylloscartes parkeri - Phylloscartes roquettei - Phylloscartes oustaleti - Phylloscartes sylviolus |
|       | Mionectes Cabanis, 1844                                   | - Mionectes striaticollis - Mionectes galbinus - Mionectes olivaceus - Mionectes oleagineus - Mionectes macconnelli - Mionectes roraimae - Mionectes rufiventris |
|       | Leptopogon Cabanis, 1844                                  | - Leptopogon rufipectus - Leptopogon taczanowskii - Leptopogon amaurocephalus - Leptopogon superciliaris |
|       | Guyramemua Lopes et al., 2017                             | - Guyramemua affine |
|       | Sublegatus Sclater & Salvin, 1868                         | - Sublegatus arenarum - Sublegatus modestus - Sublegatus obscurior |
|       | Inezia Cherrie, 1909                                      | - Inezia tenuirostris - Inezia inornata - Inezia subflava - Inezia caudata |
|       | Myiophobus Reichenbach, 1850                              | - Myiophobus cryptoxanthus - Myiophobus flavicans - Myiophobus inornatus - Myiophobus phoenicomitra - Myiophobus roraimae - Myiophobus fasciatus - Myiophobus crypterythrus - Myiophobus rufescens |
|       | Nephelomyias (Ohlson, Fjeldsa and Ericson, 2009)          | - Nephelomyias lintoni - Nephelomyias ochraceiventris - Nephelomyias pulcher |
|       | Myiotriccus Ridgway, 1905                                 | - Myiotriccus ornatus |
|       | Tachuris Lafresnaye, 1836                                 | - Tachuris rubrigastra |
|       | Culicivora Swainson, 1827                                 | - Culicivora caudacuta |
|       | Hemitriccus Cabanis & Heine, 1859                         | - Hemitriccus minor - Hemitriccus josephinae - Hemitriccus flammulatus - Hemitriccus diops - Hemitriccus obsoletus - Hemitriccus zosterops - Hemitriccus minimus - Hemitriccus orbitatus - Hemitriccus iohannis - Hemitriccus striaticollis - Hemitriccus nidipendulus - Hemitriccus spodiops - Hemitriccus margaritaceiventer - Hemitriccus inornatus - Hemitriccus granadensis - Hemitriccus rufigularis - Hemitriccus cinnamomeipectus - Hemitriccus mirandae - Hemitriccus kaempferi - Hemitriccus furcatus - Hemitriccus griseipectus - Hemitriccus cohnhafti |
|       | Myiornis Bertoni, A.W., 1901                              | - Myiornis albiventris - Myiornis auricularis - Myiornis atricapillus - Myiornis ecaudatus |
|       | Oncostoma P.L. Sclater, 1862                              | - Oncostoma cinereigulare - Oncostoma olivaceum |
|       | Lophotriccus Berlepsch, 1884                              | - Lophotriccus pileatus - Lophotriccus vitiosus - Lophotriccus eulophotes - Lophotriccus galeatus |
|       | Atalotriccus Ridgway, 1905                                | - Atalotriccus pilaris |
|       | Poecilotriccus Berlepsch, 1884                            | - Poecilotriccus ruficeps - Poecilotriccus luluae - Poecilotriccus albifacies - Poecilotriccus capitalis - Poecilotriccus senex - Poecilotriccus russatus - Poecilotriccus plumbeiceps - Poecilotriccus fumifrons - Poecilotriccus latirostris - Poecilotriccus sylvia - Poecilotriccus calopterus - Poecilotriccus pulchellus |
|       | Taeniotriccus Berlepsch & Hartert, 1902                   | - Taeniotriccus andrei |
|       | Todirostrum – typical tody-flycatchers Lesson, 1831       | - Todirostrum maculatum - Todirostrum poliocephalum - Todirostrum viridanum - Todirostrum nigriceps - Todirostrum pictum - Todirostrum cinereum - Todirostrum chrysocrotaphum |
|       | Cnipodectes P.L. Sclater & Salvin, 1873                   | - Cnipodectes subbrunneus - Cnipodectes superrufus |
|       | Rhynchocyclus Cabanis & Heine, 1859                       | - Rhynchocyclus brevirostris - Rhynchocyclus pacificus - Rhynchocyclus olivaceus - Rhynchocyclus aequinoctialis - Rhynchocyclus fulvipectus |
|       | Tolmomyias Hellmayr, 1927                                 | - Tolmomyias sulphurescens - Tolmomyias traylori - Tolmomyias assimilis - Tolmomyias flavotectus - Tolmomyias poliocephalus - Tolmomyias flaviventris - Tolmomyias viridiceps |
|       | Calyptura Swainson, 1832                                  | - Calyptura cristata |
|       | Platyrinchus Desmarest, 1805                              | - Platyrinchus saturatus - Platyrinchus cancrominus - Platyrinchus flavigularis - Platyrinchus coronatus - Platyrinchus mystaceus - Platyrinchus platyrhynchos - Platyrinchus leucoryphus |
|       | Neopipo Sclater & Salvin, 1869                            | - Neopipo cinnamomea |
|       | Pyrrhomyias Cabanis & Heine, 1859                         | - Pyrrhomyias cinnamomeus |
|       | Hirundinea Orbigny & Lafresnaye, 1837                     | - Hirundinea ferruginea |
|       | Lathrotriccus Lanyon,W & Lanyon,S, 1986                   | - Lathrotriccus euleri - Lathrotriccus euleri flaviventris – prej Empidonax euleri johnstonei; izumrl (v zgodnjih 1950-ih) - Lathrotriccus griseipectus |
|       | Aphanotriccus Ridgway, 1905                               | - Aphanotriccus capitalis - Aphanotriccus audax |
|       | Cnemotriccus Hellmayr, 1927                               | - Cnemotriccus fuscatus |
|       | Xenotriccus Dwight & Griscom, 1927                        | - Xenotriccus callizonus - Xenotriccus mexicanus |
|       | Sayornis – phoebes Bonaparte, 1854                        | - Sayornis phoebe - Sayornis nigricans - Sayornis saya |
|       | Mitrephanes Coues, 1882                                   | - Mitrephanes phaeocercus - Mitrephanes olivaceus |
|       | Contopus Cabanis, 1855                                    | - Contopus cooperi - Contopus pertinax - Contopus lugubris - Contopus fumigatus - Contopus ochraceus - Contopus sordidulus - Contopus virens - Contopus bogotensis - Contopus cinereus - Contopus punensis - Contopus albogularis - Contopus nigrescens - Contopus caribaeus - Contopus hispaniolensis - Contopus pallidus - Contopus latirostris |
|       | Empidonax Cabanis, 1855                                   | - Empidonax flaviventris - Empidonax virescens - Empidonax alnorum - Empidonax traillii - Empidonax albigularis - Empidonax minimus - Empidonax hammondii - Empidonax wrightii - Empidonax oberholseri - Empidonax affinis - Empidonax difficilis - Empidonax flavescens - Empidonax fulvifrons - Empidonax atriceps |
|       | Pyrocephalus Gould, 1839                                  | - Pyrocephalus rubinus - Pyrocephalus obscurus - Pyrocephalus nanus - ✝Pyrocephalus dubius |
|       | Ochthornis P.L. Sclater, 1888                             | - Ochthornis littoralis |
|       | Satrapa Strickland, 1844                                  | - Satrapa icterophrys |
|       | Syrtidicola Chesser et al, 2020                           | - Syrtidicola fluviatilis |
|       | Muscisaxicola – ground tyrants Orbigny & Lafresnaye, 1837 | - Muscisaxicola maculirostris - Muscisaxicola albifrons - Muscisaxicola flavinucha - Muscisaxicola alpinus - Muscisaxicola griseus - Muscisaxicola cinereus - Muscisaxicola rufivertex - Muscisaxicola maclovianus - Muscisaxicola albilora - Muscisaxicola capistratus - Muscisaxicola juninensis - Muscisaxicola frontalis |
|       | Lessonia Swainson, 1832                                   | - Lessonia oreas - Lessonia rufa |
|       | Hymenops Lesson, 1828                                     | - Hymenops perspicillatus (očalasti tiranček) |
|       | Knipolegus F. Boie, 1826                                  | - Knipolegus cyanirostris - Knipolegus signatus - Knipolegus cabanisi - Knipolegus striaticeps - Knipolegus aterrimus - Knipolegus hudsoni - Knipolegus poecilurus - Knipolegus orenocensis - Knipolegus poecilocercus - Knipolegus lophotes - Knipolegus nigerrimus - Knipolegus franciscanus |
|       | Cnemarchus Ridgway, 1905                                  | - Cnemarchus erythropygius - Cnemarchus rufipennis |
|       | Xolmis F. Boie, 1826                                      | - Xolmis velatus - Xolmis irupero |
|       | Pyrope Cabanis & Heine, 1860                              | - Pyrope pyrope |
|       | Nengetus Swainson, 1827                                   | - Nengetus cinereus |
|       | Neoxolmis Hellmayr, 1927                                  | - Neoxolmis coronatus - Neoxolmis rubetra - Neoxolmis salinarum - Neoxolmis rufiventris |
|       | Myiotheretes Reichenbach, 1850                            | - Myiotheretes striaticollis - Myiotheretes fuscorufus - Myiotheretes pernix - Myiotheretes fumigatus |
|       | Agriornis – shrike-tyrants Gould, 1839                    | - Agriornis montanus - Agriornis murinus - Agriornis albicauda - Agriornis micropterus - Agriornis lividus |
|       | Gubernetes Such, 1825                                     | - Gubernetes yetapa |
|       | Muscipipra Lesson, 1831                                   | - Muscipipra vetula |
|       | Fluvicola Swainson, 1827                                  | - Fluvicola pica - Fluvicola albiventer - Fluvicola nengeta |
|       | Arundinicola d'Orbigny, 1840                              | - Arundinicola leucocephala |
|       | Heteroxolmis Lanyon, W, 1986                              | - Heteroxolmis dominicana |
|       | Alectrurus Vieillot, 1816                                 | - Alectrurus tricolor - Alectrurus risora |
|       | Tumbezia Chapman, 1925                                    | - Tumbezia salvini |
|       | Silvicultrix Lanyon, W, 1986                              | - Silvicultrix frontalis - Silvicultrix spodionota - Silvicultrix pulchella - Silvicultrix diadema - Silvicultrix jelskii |
|       | Ochthoeca Cabanis, 1847                                   | - Ochthoeca cinnamomeiventris - Ochthoeca nigrita - Ochthoeca thoracica - Ochthoeca rufipectoralis - Ochthoeca fumicolor - Ochthoeca superciliosa - Ochthoeca oenanthoides - Ochthoeca leucophrys - Ochthoeca piurae |
|       | Colorhamphus Sundevall, 1872                              | - Colorhamphus parvirostris |
|       | Colonia                                                   | - Colonia colonus |
|       | Muscigralla Orbigny & Lafresnaye, 1837                    | - Muscigralla brevicauda |
|       | Machetornis G.R. Gray, 1841                               | - Machetornis rixosa |
|       | Legatus P.L. Sclater, 1859                                | - Legatus leucophaius |
|       | Phelpsia W. Lanyon, 1984                                  | - Phelpsia inornata |
|       | Myiozetetes P.L. Sclater, 1859                            | - Myiozetetes cayanensis - Myiozetetes similis - Myiozetetes granadensis - Myiozetetes luteiventris |
|       | Pitangus Swainson, 1827                                   | - Pitangus sulphuratus (rumeni tiranček) |
|       | Philohydor Lanyon, W, 1984                                | - Philohydor lictor - Philohydor lictor panamensis (Bangs & Penard, TE, 1918) - Philohydor lictor lictor (Lichtenstein, MHK, 1823) |
|       | Conopias Cabanis & Heine, 1859                            | - Conopias albovittatus - Conopias trivirgatus - Conopias parvus - Conopias cinchoneti |
|       | Myiodynastes Bonaparte, 1857                              | - Myiodynastes hemichrysus - Myiodynastes chrysocephalus - Myiodynastes bairdii - Myiodynastes luteiventris - Myiodynastes maculatus |
|       | Megarynchus Thunberg, 1824                                | - Megarynchus pitangua |
|       | Tyrannopsis Ridgway, 1905                                 | - Tyrannopsis sulphurea |
|       | Empidonomus Cabanis & Heine, 1859                         | - Empidonomus varius |
|       | Griseotyrannus W.E. Lanyon, 1984                          | - Griseotyrannus aurantioatrocristatus |
|       | Tyrannus Lacépède, 1799                                   | - Tyrannus niveigularis - Tyrannus albogularis - Tyrannus melancholicus - Tyrannus couchii - Tyrannus vociferans - Tyrannus crassirostris - Tyrannus verticalis - Tyrannus forficatus - Tyrannus savana - Tyrannus tyrannus (kraljevi tiranček) - Tyrannus dominicensis - Tyrannus cubensis - Tyrannus caudifasciatus |
|       | Rhytipterna Reichenbach, 1850                             | - Rhytipterna immunda - Rhytipterna simplex - Rhytipterna holerythra |
|       | Sirystes Cabanis & Heine, 1859                            | - Sirystes sibilator - Sirystes albogriseus - Sirystes albocinereus - Sirystes subcanescens |
|       | Casiornis Des Murs , 1856                                 | - Casiornis rufus - Casiornis fuscus |
|       | Myiarchus Cabanis, 1844                                   | - Myiarchus semirufus - Myiarchus yucatanensis - Myiarchus barbirostris - Myiarchus tuberculifer - Myiarchus swainsoni - Myiarchus venezuelensis - Myiarchus panamensis - Myiarchus ferox - Myiarchus cephalotes - Myiarchus phaeocephalus - Myiarchus apicalis - Myiarchus cinerascens - Myiarchus nuttingi - Myiarchus crinitus - Myiarchus tyrannulus - Myiarchus nugator - Myiarchus magnirostris - Myiarchus validus - Myiarchus sagrae - Myiarchus stolidus - Myiarchus oberi - Myiarchus antillarum                                                         |
|       | Ramphotrigon G.R. Gray, 1855                              | - Ramphotrigon megacephalum - Ramphotrigon flammulatum - Ramphotrigon fuscicauda - Ramphotrigon ruficauda |
|       | Attila Lesson, 1831                                       | - Attila phoenicurus - Attila cinnamomeus - Attila torridus - Attila citriniventris - Attila bolivianus - Attila rufus - Attila spadiceus |

## Zunanje povezavi
- Tyrant flycatcher videos, photos and sounds – Internet Bird Collection